# Сад божественних пісень

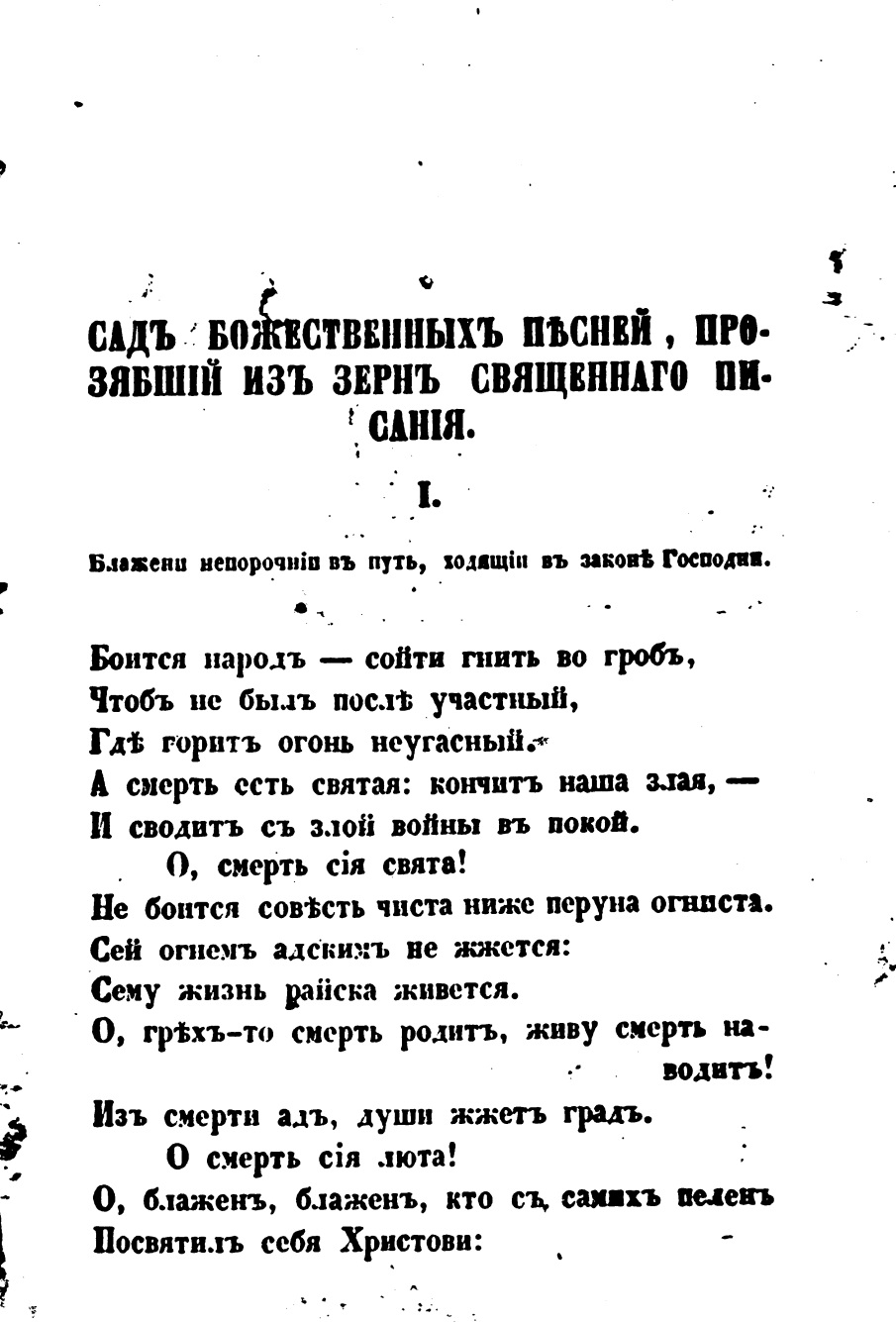
Видання 1861 року, стор. 1 pdf page 16

«Сад Божественных Пѣсней, Прозябшій изъ зерн Священнаго Писанія» (укр. Сад Божественних Пісень, що Проросли із зерен Святого Письма) — барокова збірка метафізичних віршів, написаних українським філософом Григорієм Сковородою й виданих посмертно в 1861 році санкт-петербурзьким видавцем Лисенковим у книзі «Сочиненія в стихахъ и прозѣ Григорія Савича Сковороды. С его портретомъ и почеркомъ его руки» («Твори у віршах та прозі Григорія Саввича Сковороди. З його портретом та почерком його руки»).
Одним з найвідоміших віршів збірки є 10-та пісня «Всякому городу нрав и права» («Всякому місту — звичай і права»).

## Історія створення й видання
Вірші, що ввійшли до збірки, написані Сковородою впродовж 1753–1785-го років та вперше видані у 1861 році санкт-петербурзьким видавництвом «Лысенков» (укр. Лисєнков) у книзі «Сочиненія в стихахъ и прозѣ Григорія Савича Сковороды. С его портретомъ и почеркомъ его руки» (укр. Твори у віршах та прозі Григорія Савича Сковороди. З його портретом та почерком його руки).
Автограф збірки не зберігся. Однак у четвертому томі рукописного зібрання М. І. Ковалинського (відділ рукописів Інституту літератури ім. Т. Г. Шевченка АН УРСР *, ф. 86, № 24) серед листів Сковороди знаходимо автографи окремих пісень, що належать до 50 — 60-х років і увійшли до збірки пізніше.

## Список пісень
1. Пісня 1-ша в сію силу: Блаженны непорочн[ы], в путь ходящ[іи] в законЂ г[осподнем] (Псалом 1)
2. Із сего зерна: По землЂ  ходяще, обращеніе (собраніе?) имамы на небесЂх.
3. Прорасти земля быліе травное, сирЂчь: Кости твоя прозябнут, яко трава, и разботЂют) (Ісаіа)[12].
4. Рождеству Христову. Из сего зерна: С нами бог, разумЂйте языцы 1, сирЂчь: Помаза нас бог духом. Посла духа сына своего в сердца наша.
5. Пісня 5-та
6. Богоявленію
7. Воскресенію Христову. Из сего зерна: Единонадесять ученицы идоша в Галилею на гору, амо же повелЂ им Іисус. Пасха!
8. Воскресенію Христову. Из сего зерна: О! о! БЂжите на горы! (Захарія). Востани, спяй! Покой даст бог на горЂ сей (Исаіа).
9. Пісня 9-та
10. Пісня 10-та: "Всякому місту звичай і права" написаний у 1758-1759 роках у селі Ковраї, коли він працював домашнім учителем у родині поміщика Томари.[9]
11. Пісня 11-та
12. Пісня 12-та
13. Пісня 13-та
14. Пісня 14-та
15. Пісня 15-та
16. Пісня 16-та
17. Пісня 17-та
18. Пісня 18-та: Ой ти, птичко жолтобоко
19. Пісня 19-та
20. Пісня 20-та
21. Пісня 21-ша
22. Пісня 22-га
23. Пісня 23-тя
24. Пісня 24-та
25. Пісня 25-та
26. Пісня 26-та
27. Пісня 27-ма
28. Пісня 28-ма
29. Пісня 29-та
30. Пісня 30-та
31. GARMEN (МЕЛОДІА):  Ha образ зачатія пречистыя богоматери, имущія под ногами круг міра, умаляющуюся луну и змія с яблоком своим. Сей образ стоит в богословской школЂ в ХарьковЂ. Выображенна сія мелодіа 1760-го года, как был я учителем піитическія школы. (В основу цієї епіграми взято образ з Апокаліпсису Іоана 12:1 (Жінка, зодягнена в Сонце). Епіграма — алегорично витлумачує зображення на емблематичному малюнкові. До цього образу Сковорода не раз звертався і в філософських творах.)

## Похідні твори
- «Чижик»: вірш Василя Капніста у якому автор переспівав 18-ту пісню збірки «Ой ти, птичко жолтобоко». Капніст використав лише окремі текстові елементи першоджерела Сковороди й в основному написав новий вірш.
- «Всякому місту звичай і права»: пісня з п'єси «Наталка-Полтавка» Івана Котляревського у якій автор переспівав десяту пісню зі збірки «Всякому місту звичай і права». Котляревський використав лише окремі текстові елементи першоджерела Сковороди й в основному написав нову пісню.

## Переклади українською
|                                                                                 |  |  |
| Пам'ятна монета НБУ «Сад божественних пісень» із серії «Духовні скарби України» |  |  |

Вперше окремі пісні зі збірки в перекладі українською мовою були надруковано в 1920 році у перекладі Гната Хоткевича у збірці Григорій Савич Сковорода (український фільософ) виданій харківським видавництвом Союз. Саме Гнат Хоткевич з Грицем Коваленком (збірка Григорій Сковорода, його життя і твори) на зламі 1910-1920-их років стали першими перекладачами творів Сковороди на сучасну українську мову.
Згодом окремі пісні зі збірки в перекладі українською мовою були надруковано в 1968 році у перекладі Валерія Шевчука у збірці Сад пісень виданій київським видавництвом Веселка.
Переклад Гната Хоткевича
- Григорій Сковорода. Сад божественних пісень // Григорій Сковорода. Григорій Савич Сковорода (український фільософ). Короткий його життєпис і вибрані місця з творів та листів. Упорядник та перекладач з російської: Гнат Хоткевич. Харків: Союз, 1920. 168 стор.: С. 96-122[13]

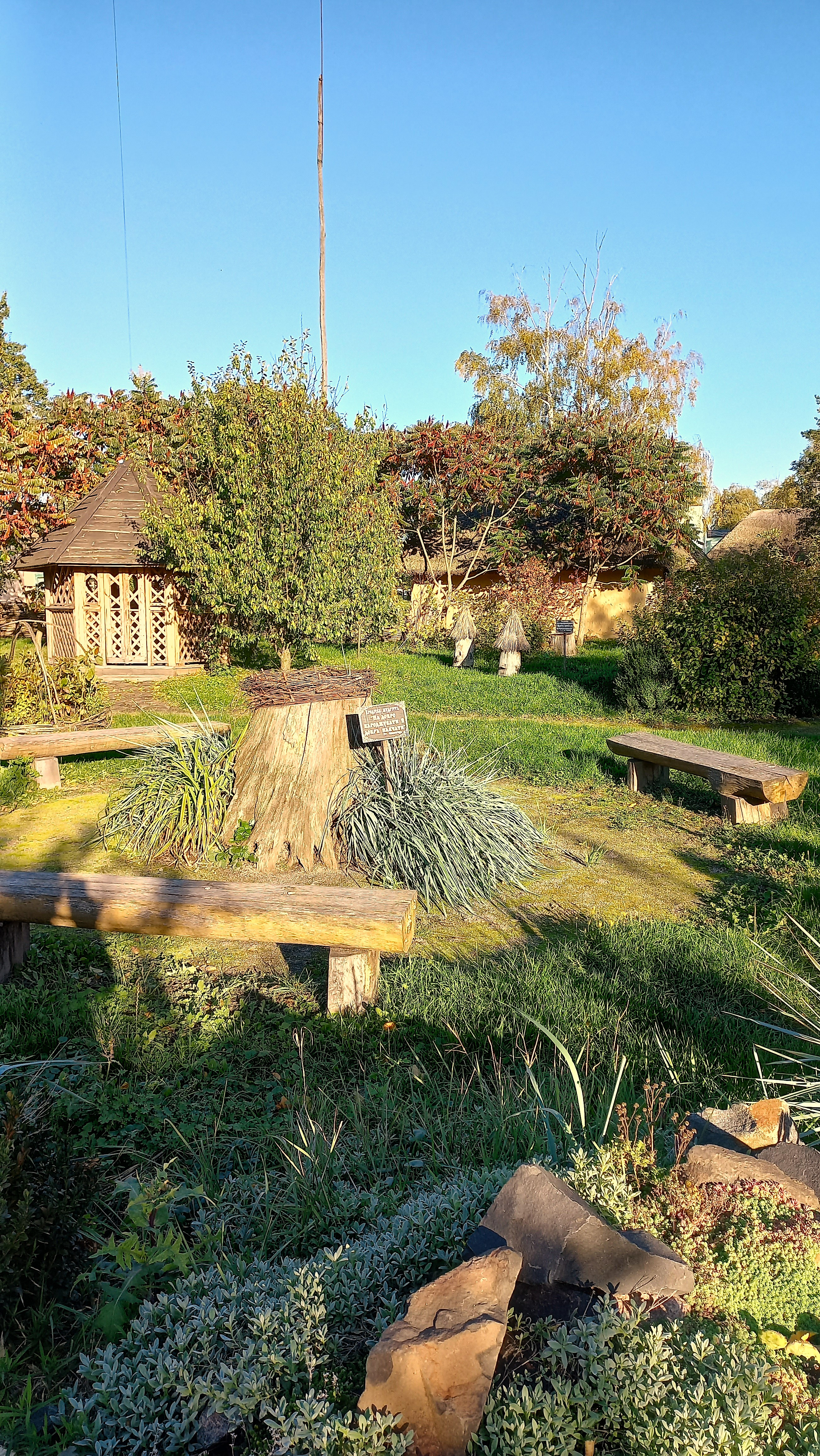
Сад Божественних пісень Літературного-меморіального музею Г.С. Сковороди, Чорнухи

  - (передрук) Григорій Сковорода. Сад божественних пісень // Григорій Сковорода. Вибрані твори в українських перекладах. Переклад з російської: Леонід Ушкалов, Мирослав Рогович, Микола Зеров, Федір Бурлака, Григорій Коваленко, Гнат Хоткевич, Петро Пелех. Харків: Ранок, 2003. 144 стор. ISBN 966-314-322-3
  - Сад Божественних пісень Літературного-меморіального музею Г.С. Сковороди, Чорнухи(передрук) Григорій Сковорода. Сад божественних пісень // Григорій Сковорода. Вибрані твори в українських перекладах. Переклад з російської: Леонід Ушкалов, Мирослав Рогович, Микола Зеров, Федір Бурлака, Григорій Коваленко, Гнат Хоткевич, Петро Пелех. Харків: Ранок, 2009. 240 стор. ISBN 978-966-6728-26-8

Переклад Валерія Шевчука
- Григорій Сковорода. Сад пісень: вибрані твори. Переклад з російської: Микола Зеров, Павло Пелех, Валерій Шевчук; вступна стаття, упорядкування та примітки: Василь Яременко. Київ: Веселка, 1968. 198 стор. (Серія «Шкільна бібліотека»)
  - (передрук, 2-ге вид.) Григорій Сковорода. Сад пісень: вибрані твори. Переклад з російської: Микола Зеров, Павло Пелех, Валерій Шевчук; вступна стаття, упорядкування та примітки: Василь Яременко. Київ: Веселка, 1972. 203 стор. (Серія «Шкільна бібліотека»)
  - (передрук, 3-тє вид.) Григорій Сковорода. Сад пісень: вибрані твори. Переклад з російської: Микола Зеров, Павло Пелех, Валерій Шевчук; вступна стаття, упорядкування та примітки: Василь Яременко. Київ: Веселка, 1980. 189 стор. (Серія «Шкільна бібліотека»)
  - (передрук, 4-те вид.) Григорій Сковорода. Сад пісень: вибрані твори. Переклад з російської: Микола Зеров, Павло Пелех, Валерій Шевчук; вступна стаття, упорядкування та примітки: Василь Яременко. Київ: Веселка, 1983. 189 стор. (Серія «Шкільна бібліотека»)

- Григорій Сковорода. Твори у 2-х т. Переклад з російської: Марія Кашуба, Валерій Шевчук; редакційна колегія: Омелян Пріцак (голова) та ін.; Київ: Видавництво «Обереги»; Кембридж: Український науковий інститут Гарвардського університету; НАН України; Інститут літератури ім. Т. Г. Шевченка, 1994. (Гарвардська бібліотека давнього українського письменства) (Корпус українських перекладів)

- Том 1: Поезії. Байки. Трактати. Діалоги. 1994. 528 стор. ISBN 5-8104-0052-3
- Том 2 : Трактати. Діалоги. Притчі. Переклади. Листи. 1994. 479 стор. ISBN 5-8104-0053-1

(2-е вид., випр.) Григорій Сковорода. Твори у 2-х т. Переклад з російської: Марія Кашуба, Валерій Шевчук; редакційна колегія: М. Жулинський та ін.; Київ: Видавництво «Обереги»; НАН України; Інститут літератури ім. Т. Г. Шевченка, 2005. (Київська бібліотека давнього українського письменства: Студії ; Т. 6)
- Том 1: Поезії. Байки. Трактати. Діалоги. 2005. 528 стор. ISBN 966-513-081-1
- Том 2: Трактати. Діалоги. Притчі. Переклади. Листи. 2005. 450 стор. ISBN 966-513-086-2

- Григорій Сковорода. Твори. Упорядник, передмова, примітки: Валерій Шевчук; Переклад з російської: Валерій Шевчук, В. Маслюк, Микола Зеров, М. Рогович. Київ: Веселка, 1996. 271 стор.

- Григорій Сковорода. Сад божественних пісень. Упорядкування текстів, передмова, примітки та переклад з російської: Валерій Шевчук. Київ: Школа, 2007. 334 стор. ISBN 966-661-726-9 (Школа); ISBN ISBN 966-339-573-7 (НКП). (Серія "Бібліотека шкільної класики")
  - (передрук) Григорій Сковорода. Сад божественних пісень. Упорядкування текстів, передмова, примітки та переклад з російської: Валерій Шевчук. Київ: НКП, 2011. 334 стор. ISBN 978-966-339-590-6. (Серія "Бібліотека шкільної класики")